# Diploderma iadinum
Diploderma iadinum — вид ігуаноподібних ящірок родини агамових (Agamidae). Ендемік Китаю. Описаний у 2016 році.

## Поширення і екологія
Diploderma iadinum мешкають у верхів'ях річок Меконг і Салуїн в горах Гендуаншань на північному заході Юньнаню. Вони живуть на кам'янистих берегахї річок, на висоті від 1200 до 2500 м над рівнем моря.

## Збереження
МСОП класифікує стан збереження цього виду як близький до загрозливого. Diploderma iadinum може загрожувати знищення природного середовища, пов'язане з побудовою ГЕС.